# 慎德堂 (婺源)
慎德堂位于江西省上饶市婺源县（旧属安徽省徽州府）浙源乡凤山村的中心，与龙天塔相对。
慎德堂建于明朝中期，主人是百万公。占地达600平方米，堂内摆设二个大鱼缸，中间有巨石。
慎德堂作为凤山村古建群的子项目，已列为婺源县文物保护单位。